# Борово (област Пловдив)
Вижте пояснителната страница за други значения на Борово.
Борово е село в Южна България. То се намира в община Лъки, област Пловдив.

## География
Село Борово се намира в планински район.

## История
В миналото селото е населявано само от турци, които по-късно се изселват в Турция и продават имотите си. Голяма част от тях са купени от хора от село Момчиловци. Те построяват църква в селото.

## Културни и природни забележителности
Близо до селото (7 км) се намира манастирът Св. Троица – разположен на връх Кръстов (1418 м) и оттам е придобило публичност като Кръстова гора. Има поверие, че на този връх грузински монаси от Бачковски манастир са заровили част от кръста Господен, който са откупили от султана в Цариград.
В близост (на около 14 км) се намира единственият развъдник на кафява мечка в България.
Селото е китно, спокойно, хората са мили и доверчиви.

## Редовни събития
Празникът на селото се чества всяка първа събота на септември (около 6-то число). Цял ден има надпявания, гостите и жителите на селото празнуват на мегдана и хапват вкусен курбан и родопски ястия. Запазено е традиционното българско гостоприемство – никой не се връща дори и случайните преминаващи.
1. ↑  www.grao.bg